# Francesc Gilabert de Centelles Riu-sec i Fernández de Heredia
Francesc Gilabert de Centelles Riu-sec i Fernández de Heredia (Oliva, 1499 - 25 d'octubre de 1550), baró de Nules i tercer comte d'Oliva, fou un noble i poeta del Regne de València.

## Ascendència i descendència
Fill de Querubí Joan de Centelles Riu-sec i Ximénez de Urrea. El dia 9 de desembre de 1525 es casà amb Maria Folch de Cardona, filla de Ferran Folch de Cardona, II duc de Cardona i la seua esposa Francisca Manrique de Lara. Del matrimoni nasqué Pere, Magdalena, Anna (casada amb el seu cosí, el duc de Veragua, besnet de Cristòfor Colom), Felipa, Joana (monja de la Concepció a València) i Maria.

## Biografia
Francesc Gilabert de Centelles va nàixer a Oliva, segons el vers de Joan Baptista Anyés: Effigies, hoeres, natus Oliva tibi est. Del seu pare heretà el senyoriu de la vall d'Aiora (1522) i del seu oncle Serafí els estats d'Oliva i Nules (1536). El seu lloc de residència s'alternava entre València i Oliva, on atenia els interessos del seu oncle ja ancià.
Francesc Gilabert rebé del seu oncle una acurada educació, amb bons preceptors en poesia llatina i castellana, com l'humanista Joan Baptista Anyés, el qual li dedicà l'Apologetycon Panegyricon, publicat a càrrec del comte (1550). Fou un noble conegut per la seua afició literària, alguns dels seus epigrames, elegies, cartes, etc en llatí, foren inclosos en el llibre del seu mestre. A l'Apologia pro Equitibus i l'Apologia Segona es creuen cartes llatines el mestre i el comte. Les seues cobles sobre el Ecce Homo que dijo Pilatos a los judios estan publicades al Cancionero General, imprés a Anvers per Felip Nucio (1573). El mecenatge de Francesc Gilabert sobre Anyés li va sobreviure, ja que aquest va morir a València a la casa dels comtes d'Oliva el 6 d'agost de 1553, tres anys després de la mort del comte.
El tercer comte d'Oliva, a causa del bateig forçat dels moriscos durant les Germanies, envià al seu preceptor Anyés a crsitianitzar els seus vassalls moriscos de la Vall d'Aiora, a més de demanar a l'arquebisbe de València predicadors per a missions evangelitzadores. El 12 d'abril de 1549, en temps del Concili de Trento, va obtindre de Pau III el patronatge i dret de presentació al curat-plebania de Santa Maria la Major d'Oliva.
Encara que és més conegut per la seua vessant erudita, Francesc Gilabert de Centelles també tenia preparació militar. Preparació que utilitzà algunes vegades, com ara en la seua participació en les festes que s'organitzaren a la capital del Regne el 1528 amb motiu de l'estada de l'emperador Carles, el jove Francesc va combatre en el joc de canyes amb el monarca, el duc de Gandia i altres tres nobles d'alt llinatges, tots d'edat aproximada. Quan el 1542 l'emperador tornà a València, acompanyat pel príncep Felip, el comte acudirà des d'Oliva al cap i casal per retre-li homenatge, malgrat que hagueren de portar-lo ab andes perque estava coxo d'una cama.
En altres ocasions el comte d'Oliva hagué d'acudir a repel·lir atacs de pirates berberiscos, quan el 1532 van atracar prop de Cullera desset galeres de Barbarroja i desembarcaren sis-cents turcs que arreplegaren més de 2000 moriscos de la Valldigna. Francesc Centelles i Joan de Borja hi van acudir sols amb cavalleria per guanyar temps, i aconseguiren desbaratar els plans dels pirates, encara que el feriren a la cama dreta per dues sagetes. L'altra ocasió fou quan s'enfrontà als pirates de dos galeres pels voltants de Piles.
Al voltant de l'any 1545 inicià la construcció, o cabament, de noves muralles a Oliva, per tal d'eixamplar el recinte de la vila, encerclada pels murs fets en època del seu oncle. De la mateixa època és feu el castell de santa Anna.
En fer testament el 4 de maig de 1547 afegí al vincle dels Centelles Aiora i altres estats, i morí el dia 25 d'octubre de 1550, als 51 anys.